# Eraserhead
Eraserhead (En España: Eraserhead (Cabeza borradora), en México: Eraserhead (Cabeza de borrador) y en Argentina: Cabeza borradora) es una película de terror del director estadounidense David Lynch. Estrenada en 1977 y protagonizada por el actor Jack Nance, Eraserhead fue el primer largometraje de Lynch.
Se trata de un filme abstracto con escenas oníricas y perturbadoras que el espectador puede interpretar de diferentes maneras. La cinta fue producida con la asistencia del American Film Institute durante el periodo de estudio del director. La producción duró años por problemas de filmación y financiación. Tuvo localizaciones en California, además Lynch y Alan Slpet, el diseñador de sonido, estuvieron trabajando durante un año en el audio de la cinta. La banda sonora cuenta con la canción "In Heaven", creada para la cinta por Peter Ivers.
Está considerada como una película de culto. En 2004, la película fue considerada "cultural, histórica y estéticamente significativa" por la Biblioteca del Congreso de Estados Unidos y seleccionada para su preservación en el National Film Registry.

## Argumento

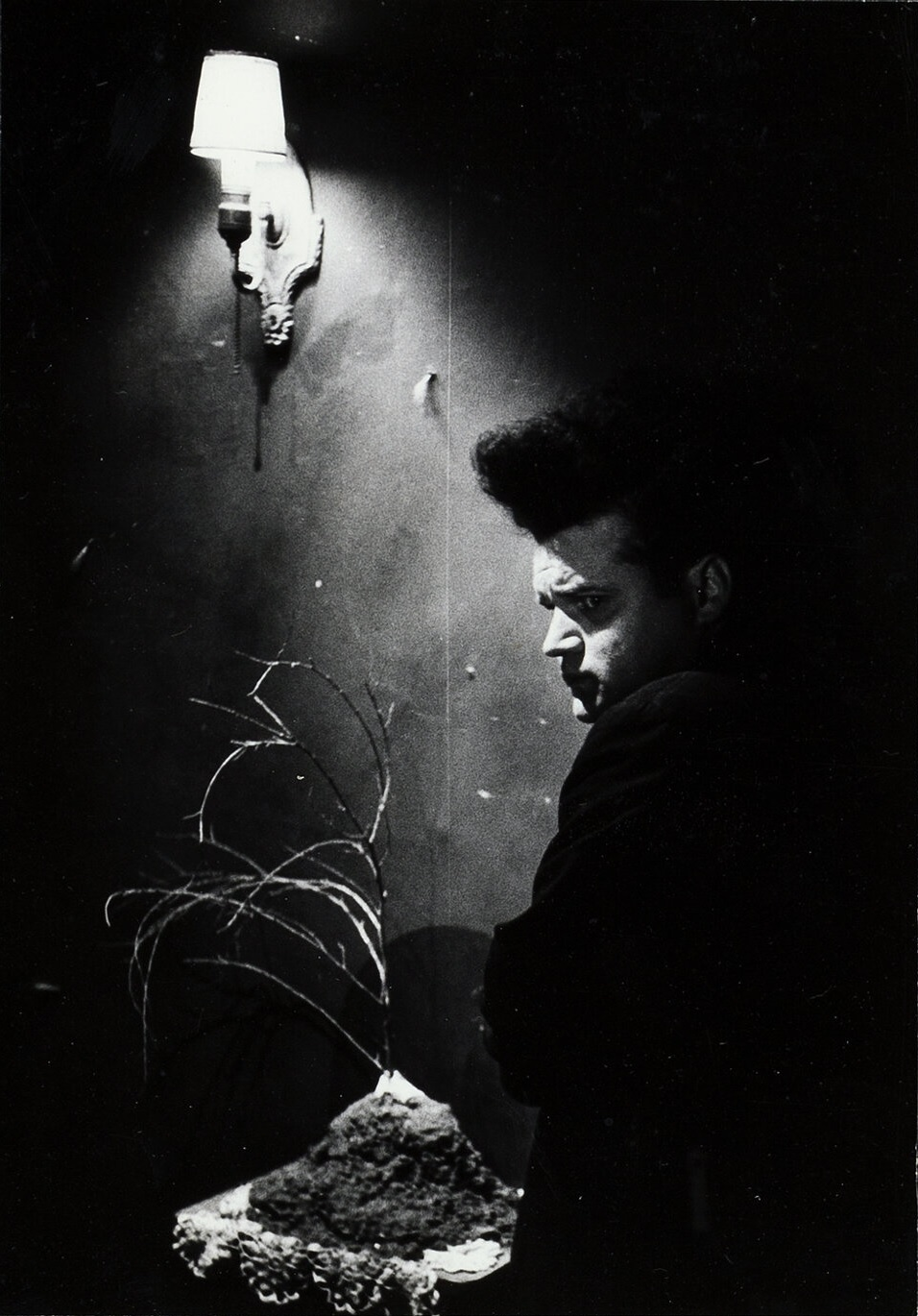
Jack Nance interpreta a Henry Spencer.

La película presenta una trama poco convencional y la historia se desarrolla entre lo real y lo fantástico, lo grotesco y lo onírico. Fue filmada en blanco y negro, en un sórdido entorno de decadencia industrial, alrededor del personaje de Henry Spencer (Jack Nance), un hombre nervioso y enigmático que trabaja en una imprenta y dice estar de vacaciones.
Henry recibe un mensaje de Mary X, su novia, quien lo invita a cenar en casa con sus padres. Henry se entera entonces de que Mary ha dado a luz a un grotesco ser después de un parto anormal, situación por la cual se ve obligado a casarse. A partir de ese momento, la pareja debe cuidar a la anormal criatura, pero la madre cansada de intentar alimentarlo llega a la desesperación. Después, solo quedará Henry lidiando con su presunto hijo, ambos en casa junto a Mary, quien una noche cuando el bebé no para de llorar no aguanta más y regresa con sus padres.
Henry se entera de que la criatura tiene fiebre y le proporciona cuidados. Más adelante el joven padre empieza a experimentar extrañas manifestaciones, como una mujer cantando dentro de su radiador. Otros eventos ocurren como un encuentro sexual con una vecina del departamento de frente y otras visiones donde aparece en un escenario y llega su hora final.

## Reparto
- Jack Nance como Henry Spencer.
- Charlotte Stewart como Mary X.
- Allen Joseph como Señor X.
- Jeanne Bates como Señora X.
- Judith Anna Roberts como La vecina de Spencer.
- Laurel Near como La mujer en el radiador.
- V. Phipps Wilson como La casera.
- Jack Fisk como el Hombre en el planeta.
- Darwin Joston como Paul
- T. Max Graham como el jefe de la fábrica de lápices
- Hal Landon Jr. como el operador de máquina de lápices

## Producción

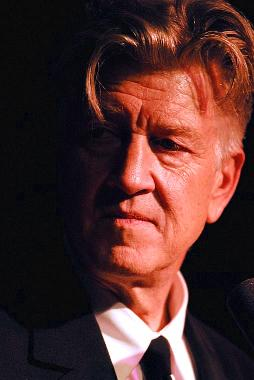
David Lynch, director de Eraserhead.

El director y escritor David Lynch había estudiado anteriormente para ser pintor y había creado varios cortometrajes para animar sus pinturas. Sin embargo, había cambiado su enfoque hacia la realización cinematográfica en 1970 y, a la edad de 24 años, aceptó una beca en el Centro de Estudios Cinematográficos Avanzados del American Film Institute (AFI). A Lynch no le gustaba la carrera y pensó en abandonarla, pero después de que le ofrecieran la oportunidad de producir un guion de su propia invención, cambió de opinión. Le dieron permiso para utilizar todo el campus de la escuela como decorados cinematográficos; transformó los establos en desuso de la escuela en una serie de decorados y vivió allí. Además, la mansión Greystone, también propiedad de la AFI, se utilizó para muchas escenas.
Lynch inicialmente había comenzado a trabajar en un guion titulado Gardenback, basado en su pintura de una figura encorvada con vegetación creciendo de su espalda. Gardenback era un guion surrealista sobre el adulterio, que presentaba un insecto que crecía continuamente y que representaba la lujuria de un hombre por su vecino. El guion habría resultado en una película de aproximadamente 45 minutos de duración, que el AFI consideró demasiado larga para un guion tan figurativo y no lineal. En su lugar, Lynch presentó Eraserhead, otro guion que había desarrollado basándose en un sueño en el que un niño llevaba la cabeza de un hombre a una fábrica de lápices. Varios miembros de la junta directiva del AFI seguían oponiéndose a producir una obra tan surrealista, pero accedieron cuando el decano Frank Daniel amenazó con dimitir si la obra era vetada. El guion de Eraserhead estuvo influenciado por sus lecturas como estudiante de cine: la novela La metamorfosis (1915) de Franz Kafka y el cuento La nariz (1836) de Nikolái Gógol fueron fuertes influencias en el guion. Lynch también confirmó en una entrevista con el Metro Silicon Valley que la película "cobró forma" cuando abrió una Biblia, leyó un versículo y la cerró; en retrospectiva, Lynch no podía recordar si el versículo era del Antiguo Testamento o del Nuevo Testamento. En un conversatorio del BAFTA en 2007, Lynch afirmó que Eraserhead es su película más espiritual.
También se cree que el guion se inspiró en el miedo de Lynch a la paternidad; su hija Jennifer había nacido con "pies bastante varos", lo que requirió una extensa cirugía correctiva cuando era niña. Jennifer ha dicho que su propia concepción inesperada y sus defectos de nacimiento fueron la base de los temas de la película. El tono de la película también se vio influenciado por el tiempo que Lynch vivió en un barrio conflictivo de Filadelfia. Lynch y su familia pasaron cinco años viviendo en una atmósfera de "violencia, odio y suciedad". El área fue descrita como una "zona de pobreza plagada de delincuencia", lo que inspiró el decorado urbano de Eraserhead.
Al describir este período de su vida, Lynch dijo: 

Vi tantas cosas en Filadelfia que no podía creer... Vi a una mujer adulta agarrarse los pechos y hablar como un bebé, quejándose de que le dolían los pezones. Este tipo de cosas te conmueven.

 El crítico de cine Greg Olson postula que esta época contrasta marcadamente con la infancia del director en el noroeste del Pacífico, dándole al director una "visión bipolar, de Cielo e Infierno, de Estados Unidos" que posteriormente daría forma a sus películas.
El casting inicial para la película comenzó en 1971 y Jack Nance fue rápidamente seleccionado para el papel principal. Sin embargo, el personal del AFI había subestimado la escala del proyecto: Inicialmente, habían dado luz verde a Eraserhead después de ver un guion de 21 páginas, asumiendo que la proporción habitual en la industria cinematográfica de 1 minuto de película por página de guion reduciría la película a aproximadamente 20 minutos. Este malentendido, junto con la propia dirección meticulosa de Lynch, hizo que la película permaneciera en producción durante varios años. En un ejemplo extremo de este laborioso cronograma, una escena de la película comienza con el personaje de Nance abriendo una puerta; pasó un año entero antes de que lo filmaran entrando en la habitación. Sin embargo, Nance se dedicó a producir la película y mantuvo el peinado poco ortodoxo que lució su personaje durante todo el proyecto.

### Rodaje
Alentado por donaciones regulares del amigo de la infancia Jack Fisk y su esposa Sissy Spacek, Lynch continuó la producción durante cinco años mientras seguía quedándose sin dinero. Fondos adicionales fueron proporcionados por la esposa de Nance, Catherine E. Coulson, que trabajaba como camarera y donó sus ingresos, y por el propio Lynch, que repartía periódicos durante el rodaje principal de la película. Durante una de las muchas pausas en el rodaje, Lynch pudo producir el cortometraje The Amputee, aprovechando el deseo del AFI de probar nuevas cintas antes de comprometerse con compras en grandes cantidades. El cortometraje fue protagonizado por Coulson, quien continuó trabajando con Lynch como técnico en Eraserhead.  El equipo de producción era muy pequeño, compuesto por Lynch, el diseñador de sonido Alan Splet; el director de fotografía Herb Cardwell, quien abandonó la producción por razones financieras y fue reemplazado por Frederick Elmes; la gerente de producción y técnica de utilería Doreen Small; y Coulson, quien trabajó en una variedad de roles.

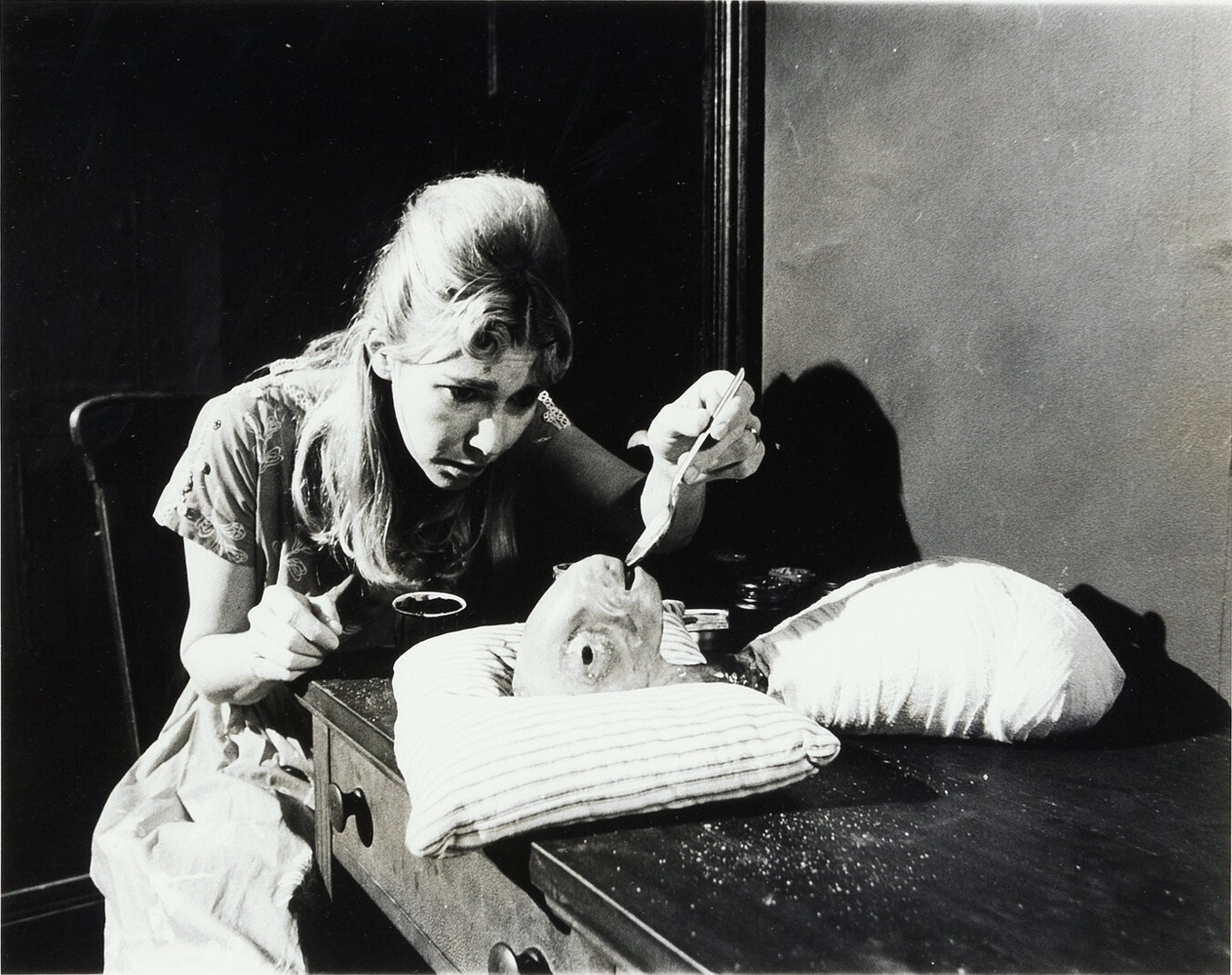
Charlotte Stewart alimentando al bebé de Spencer. Se ha especulado que Lynch habría usado un conejo para crearlo.

Los efectos usados para crear al bebe deforme se han mantenido en secreto. Lynch le vendó los ojos al proyeccionista que trabajó en los dailies para evitar revelar la naturaleza del elemento y se negó a hablar de los efectos en entrevistas posteriores. El accesorio, al que Nance apodó como "Spike", tenía varias partes funcionales; su cuello, ojos y boca podían funcionar de forma independiente. Lynch ha ofrecido comentarios crípticos sobre el accesorio, afirmando a menudo que "habría nació cerca" o "tal vez fue encontrado". John Patterson de The Guardian especuló que el objeto pudo haber sido construido a partir de un conejo desollado o del feto de un cordero. El bebe ha sido visto como precursor de elementos de otras películas de Lynch como el maquillaje de Joseph Merrick en El hombre elefante y los gusanos en Dune.
Durante la producción, Lynch comenzó a experimentar con una técnica de grabación de diálogos que habían sido hablados fonéticamente al revés e invirtiendo el audio resultante. Aunque la técnica no se utilizó en la película, Lynch la volvió a usar para "Episode 2", el tercer episodio de la serie Twin Peaks. También comenzó a interesarse por la meditación trascendental durante la producción de la película, adoptando una dieta vegetariana y dejando de fumar y beber alcohol.

### Posproducción
Lynch trabajó con Alan Splet para diseñar el sonido de Eraserhead. El par instaló y fabricó mantas insonorizadas para aislar su estudio, donde pasaron casi un año creando y editando los efectos de sonido de la película. La banda sonora está compuesta por una gran cantidad de capas, e incluye hasta quince sonidos diferentes reproducidos simultáneamente utilizando varios carretes. Los sonidos se crearon de diversas maneras: para una escena en la que una cama se disuelve lentamente en un charco de líquido, Lynch y Splet insertaron un micrófono dentro de una botella de plástico, lo hicieron flotar en una bañera y grabaron el sonido del aire que pasaba a través de la botella. Después de grabarlos, los sonidos se aumentaron aún más modificando su tono, reverberación y frecuencia.
Luego de una proyección de prueba mal recibida, en la que Lynch cree que había mezclado la banda sonora a un volumen bastante alto, el director cortó 20 minutos de metraje de la película, reduciendo su duración a 89 minutos. Entre el metraje eliminado hay una escena en la que aparece Coulson como la partera del bebé, otra de un hombre torturando con una batería de automóvil a dos mujeres (una de ellas interpretada por Coulson) y una de Spencer jugando con un gato muerto.

## Temas
Eraserhead posee una múltiple riqueza simbólica. Se conjugan el mito y la creencia, la concepción y el nacimiento, la tierra como madre creadora y destructora, la familia, como unidad imperecedera, pero expuesta a los flujos emocionales. Los grandes miedos del hombre, repetidos en lo más profundo de la psique: la criatura, como interrogante metafísica y el inexorable y enfermo dios que mueve las palancas como una certeza mágica. La vitalidad del ser humano, la representación patriarcal de la continuidad de la especie (véase la escena en que a una muchacha deforme le llueven embriones mientras baila; la deformidad de la joven puede verse como un caleidoscopio de la feminidad).
La cinta puede resumirse como una metáfora de la existencia, un collage del ciclo vital, el viaje interior del ser humano, las oscuras crisis que abaten al individuo (espirituales y materiales) y la búsqueda de la luz, es decir, el hallazgo freudiano de la madurez.

## Lanzamiento

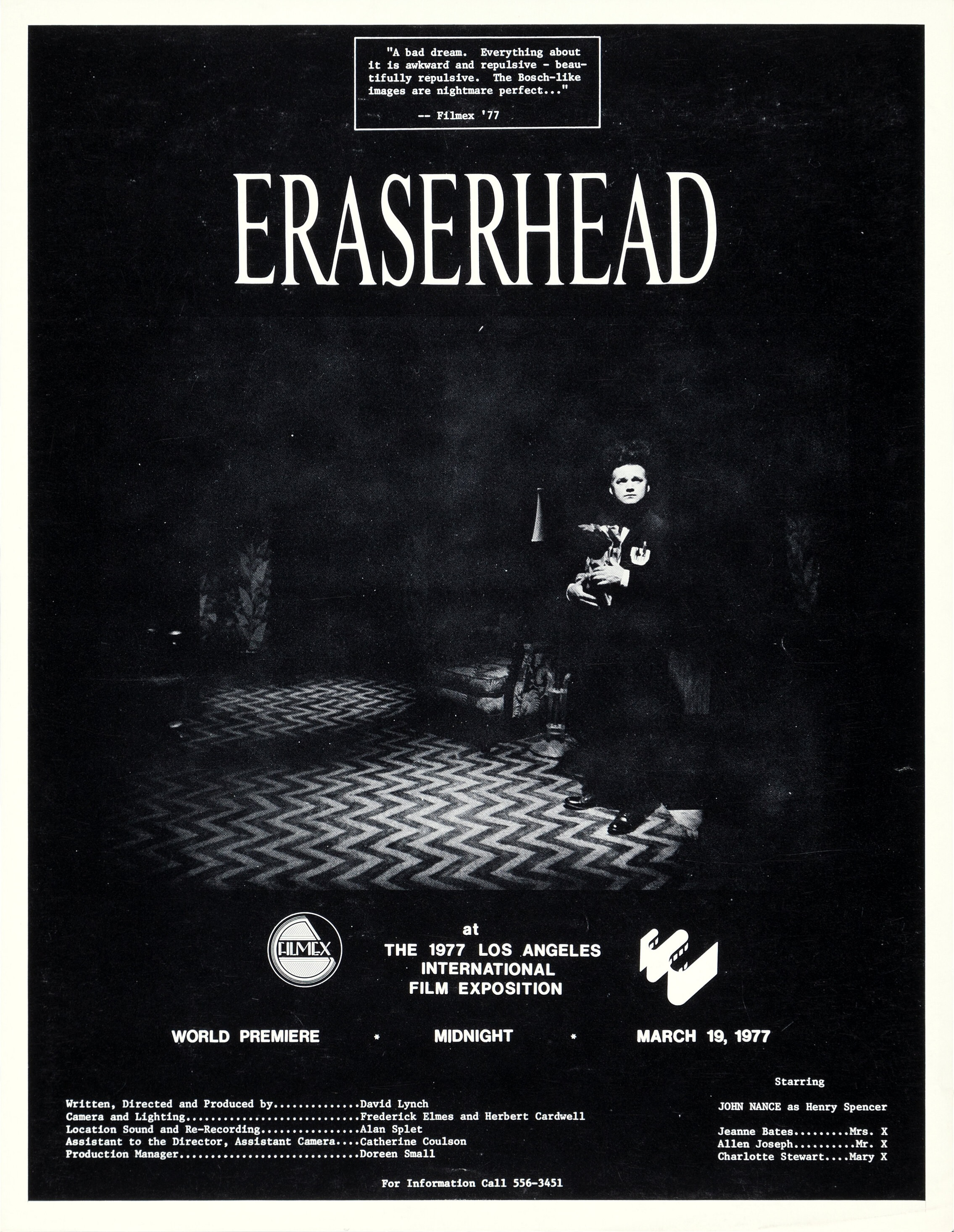
Cartel usado para el estreno en el Filmex.

A inicios de 1977, se dio en la sala de proyección del AFI una proyección de prueba de Eraserhead en donde asistieron amigos y familiares de Lynch. El corte de 142 minutos terminó siendo bien recibido por los asistentes, pero un financista cercano a Terrence Malick, con quien Lynch iba a tener un acuerdo para distribuirla, salió de la sala enojado a mitad de la función. Tras eso, Lynch intento enviar, sin éxito, los 12 rollos de película al Festival de Cannes y al Festival de Cine de Nueva York.
Mary Fisk convenció a Lynch para que intentase pasarla en el Filmex de Los Ángeles, donde se estrenó en la noche del 19 de marzo de 1977. La proyección contó con veinticinco asistentes; veinticuatro la vieron la noche siguiente. Ben Barenholtz, director de la distribuidora Libra Films, convenció al Cinema Village (un cine local) para que presentara la película como función de medianoche, donde se prolongó durante un año. Después de esto, se presentó durante 99 semanas en el Waverly Cinema de Nueva York, se presentó durante un año en el Roxie Theater de San Francisco entre 1978 y 1979, y se mantuvo durante tres años en el Nuart Theatre de Los Ángeles entre 1978 y 1981. Durante casi 2 años, las funciones de Nueva York y Los Ángeles iban acompañadas del cortometraje animado Asparagus (1979) de Suzan Pitt. En 1981, la película se estrenó en Francia con el título Labyrinth Man.
Eraserhead fue un éxito comercial, recaudando $7 millones en los Estados Unidos y $14,590 en posteriores funciones en otros territorios. También fue proyectada en el Festival de Cine de Londres de 1978 y en el Festival de Cine de Telluride de 1986.

## Recepción
Tras su estreno, Variety ofreció una reseña negativa al considerarla "de mal gusto y enfermiza". Tom Buckley de The New York Times comparó esta película con Elephant Man, y argumentó que la primera no estaba bien hecha, tachándola de pretenciosa.
Lloyd Rose de The Atlantic escribió que Eraserhead demostró que Lynch era "uno de los surrealistas más puros que jamás haya trabajado en las películas", definió la cinta como "intensamente personal". En una reseña de 1993 para el Chicago Tribune, Michael Wilmington describió Eraserhead como única, sintiendo que la "intensidad" de la película fue resultado de la atención al detalle del director en su creación debido a su participación en tantos papeles durante su producción.

## Legado

Erasehead está preservada en el archivo de la Biblioteca del Congreso.

En 2004 la cinta fue elegida para ser preservada por el National Film Registry de la Biblioteca del Congreso de Estados Unidos por ser una obra "cultural, histórica y estéticamente importante". En 2010 el grupo Online Film Critics Society reunió una lista de los 100 mejores debuts de directores de cine, la cinta quedó en segundo lugar debajo de Ciudadano Kane de Orson Welles.
Mientras trabajaba en El hombre elefante, Lynch conoció a Stanley Kubrick, quien le contó que Eraserhead era su película favorita. Eraserhead sirvió además de influencia para El resplandor; se dice que Kubrick proyectó la película al elenco y al equipo para "ponerlos en el estado de ánimo" que quería lograr. Eraserhead también influyó en las películas Tetsuo: The Iron Man, Begotten y Pi. H. R. Giger citó a Eraserhead como "una de las mejores películas que había visto", y dijo que se acercaba más a hacer realidad su visión que incluso sus propias películas. Según Giger, Lynch se negó a colaborar con él en Dune porque sentía que Giger había "robado sus ideas".